# 科莱迪梅佐
科莱迪梅佐是意大利阿布鲁佐大区基耶蒂省的一个镇。